# Tame (Kolumbien)
Tame ist eine Gemeinde (municipio) des Departamento de Arauca in Kolumbien am Übergang zwischen den  Anden und den dortigen weiten Ebenen (Llanos).

## Geographie
Tame liegt in der Verwaltungseinheit Arauca, 187 km von der gleichnamigen Hauptstadt Arauca entfernt, auf einer Höhe von 340 m ü. NN. Die Gemeinde grenzt im Norden an Fortul, im Osten an Arauquita und Puerto Rondón, im Süden an La Salina, Sácama und Hato Corozal im Departamento de Casanare und im Westen an Güicán und El Cocuy im Departamento de Boyacá.

## Bevölkerung
Die Gemeinde Tame hat 50.754 Einwohner, von denen 29.564 im städtischen Teil (cabecera municipal) der Gemeinde leben (Stand: 2022).

## Geschichte
Auf dem Gebiet des heutigen Tame lebten vor der Ankunft der Spanier verschiedene indigene Völker. Für die Spanier wurde das Gebiet von Georg Hohermuth von Speyer entdeckt. In der Geschichte des gesamten Departamento spielten die Jesuiten eine wichtige Rolle. Tame selbst wurde 1628 gegründet, wobei eine Siedlung der Giraras als Grundlage genommen wurde.

## Wirtschaft
Der wichtigste Wirtschaftszweig von Tame ist die Rinderproduktion. Zudem spielt die Landwirtschaft eine wichtige Rolle sowie landwirtschaftliche Produkte verarbeitende Industrie. Tame verfügt über einen Regionalflughafen.